# 一色まこと
一色 まこと（いっしき まこと）は、日本の女性漫画家。
1984年（昭和59年）、『ヤングマガジン』（講談社）に掲載の「カオリ」でデビュー。1986年（昭和61年）に『週刊少年ジャンプ』（集英社）において「はなったれBoogie」で連載デビュー。青年誌を主とし、様々な雑誌で執筆している。『モーニング』（講談社）において「ピアノの森」を2015年11月まで連載していた。
代表作である『花田少年史』は2002年（平成14年）にテレビアニメ化、2006年（平成18年）に映画化されている。また、『ピアノの森』は2007年（平成19年）7月にアニメ映画化され、2018年（平成30年）4月にテレビアニメ化。

## 年表
- 1984年（昭和59年） - 「カオリ」で第10回ちばてつや賞佳作を受賞、『ヤングマガジン』（講談社）に掲載され漫画家としてデビューする。
- 1985年（昭和60年） - 「愛してるといってくれ」で第23回（1985年下半期）赤塚賞準入選を受賞。
- 1986年（昭和61年） - 『週刊少年ジャンプ』（集英社）において「はなったれBoogie」を連載して連載デビュー、一色初の単行本として単巻で発売される。
- 1987年（昭和62年） - 『ビッグコミックスピリッツ』において「出直しといで!」を連載開始（ - 1992年）。
- 1990年（平成2年） - 初の短編集『一色まこと短編集 どいつもこいつも』を発売。
- 1993年（平成5年） - 『ミスターマガジン』において「花田少年史」を連載開始（ - 1995年）。
- 1995年（平成7年） - 『ビッグコミックスピリッツ』において「ハッスル」を連載開始（ - 1997年）。『花田少年史』で第19回講談社漫画賞受賞。
- 1998年（平成10年） - 『スーパージャンプ』において「魚人荘から愛をこめて」を連載開始（同年終了）。『ヤングマガジンアッパーズ』において「ピアノの森」を連載開始。2002年より長期休載に入り、その最中に同誌が休刊（2004年）。
- 2005年（平成17年） - 『モーニング』において「ピアノの森」を連載再開。
- 2008年（平成20年） - 『モーニング』25号において「ピアノの森」が不定期掲載となる事を発表。「ピアノの森」で文化庁メディア芸術祭でマンガ部門の大賞を受賞。
- 2015年（平成27年） - 『モーニング』49号において「ピアノの森」が完結。

## 作品リスト

### 漫画作品
各作品の詳細などについてはリンク先の各記事を参照。
- 2024年12月現在。
- デフォルトでの表記は発表順。他列でのソート後に再度発表順でソートするには、最左列を利用する。
- 「種」欄では作品の種類を連載作品と短編に大別。5話以上続いた作品を連載として扱い、それ以下の作品を短編として扱っている。
- 「掲載誌」欄でのソートは系列誌をまとめるため刊行頻度（週刊など）を無視してソートする。また増刊本誌については以下の略号を用いる。 
  - BS：ビッグコミックスピリッツ / MA：アクション / YMU：ヤングマガジンアッパーズ / WH：週刊宝石 / WJ：週刊少年ジャンプ
- 「収」欄は収録単行本を示す。記号対応は#単行本を参照。末尾の数字「x-y」は、「x：収録巻」・「y：各単行本内での収録順」を示す。

|  | 連載作品 |  | 短編作品 |

|    | 作品名                             | 種   | 発行   | 掲載誌                                                 | 収    | 注記                                                                         |
| -- | ---------------------------------- | ---- | ------ | ------------------------------------------------------ | ----- | ---------------------------------------------------------------------------- |
| 01 | カオリ                             | 短編 | 講談社 | ヤングマガジン 1984年15号                              | 短1-7 | 第10回ちばてつや賞佳作受賞作。 デビュー作。                                  |
| 02 | キスしてあげる                     | 短編 | 光文社 | ジャストコミック 1985年12月号                          | 短1-5 |                                                                              |
| 03 | 愛しているといってくれ!            | 短編 | 集英社 | WJ増刊 1986年スプリングスペシャル                      | 短1-4 | 『はなったれBoogie』【JSC版】にも収録されている。                            |
| 04 | はなったれBoogie                   | 連載 | 集英社 | 週刊少年ジャンプ 1986年23号 - 31号                     | は-1  |                                                                              |
| 05 | 腐っても鯛子より                   | 短編 | 双葉社 | MA増刊別冊アクション 1986年8月22日号                   | 短1-2 |                                                                              |
| 06 | 腐っても鯛子より                   | 短編 | 双葉社 | MA増刊アクションキャラクター 1986年1号 - 2号           | 短1-3 |                                                                              |
| 07 | しりあす -愛しているといってくれ!- | 短編 | 集英社 | 『はなったれBoogie』【JSC版】（1986年12月10日発行）    | は-3  | 雑誌未掲載。 「愛しているといってくれ!」の後ろに収録。 【JSA版】には未収録。 |
| 08 | 麻布物語                           | 短編 | 光文社 | WH増刊コミックBE! 1987年8号 - 9号                      | 短1-8 |                                                                              |
| 09 | 出直しといで!                      | 連載 | 小学館 | ビッグコミックスピリッツ 1987年35号 - 1992年2・3合併号 | 出    |                                                                              |
| 10 | こんな女でごめんなさい             | 短編 | 小学館 | BS増刊 1989年1月20日増刊                               | —     | 四コマ漫画。単行本未収録。                                                   |
| 11 | どいつもこいつも                   | 短編 | 小学館 | BS増刊 1990年4月19日増刊号                             | 短1-1 |                                                                              |
| 12 | あぶないDr.                        | 短編 | 集英社 | 『どいつもこいつも』（1990年7月15日発行）              | 短1-6 | 雑誌未掲載。                                                                 |
| 13 | ばか。                             | 連載 | 光文社 | WH増刊コミックBE! 1990年8月17日号 - 1991年4月18日号    | 短2-6 |                                                                              |
| 14 | 将ちゃん                           | 短編 | 小学館 | ビッグコミックスピリッツ 1990年10月29日号              | 短2-1 | -ガキの頃から- シリーズ                                                      |
| 15 | 野郎なんかにゃわかるまい!          | 短編 | 小学館 | BS増刊スピリッツ21 1993年5月6日号                      | 短2-2 | -ガキの頃から- シリーズ                                                      |
| 16 | 花田少年史                         | 連載 | 講談社 | ミスターマガジン 1993年11号 - 1995年10号               | 花    | 1995年度第19回講談社漫画賞受賞作。 TVアニメ・実写映画化。                    |
| 17 | 駒子                               | 短編 | 講談社 | ミスターマガジン 1995年14 - 15号                       | 短2-3 | -ガキの頃から- シリーズ                                                      |
| 18 | ハッスル                           | 連載 | 小学館 | ビッグコミックスピリッツ 1995年43号 - 1997年45号       | ハ    |                                                                              |
| 19 | 姉ちん                             | 短編 | 講談社 | ヤングマガジン 1998年2号 - 3・4合併号                  | 短2-4 | -ガキの頃から- シリーズ                                                      |
| 20 | 魚人荘から愛をこめて               | 連載 | 集英社 | スーパージャンプ 1998年4号 - 13号                      | 魚    |                                                                              |
| 21 | ピアノの森                         | 連載 | 講談社 | ヤングマガジンアッパーズ 1998年9号 - 2003年22号        | ピ    | アニメ映画化。 →『モーニング』へ移籍                                         |
| 22 | 花田少年史                         | 短編 | 講談社 | YMU増刊花田少年史総集編4 2003年12月1日号               | 花5   | アニメ化に合わせた描き下ろし。                                               |
| 23 | いつも一緒                         | 短編 | 小学館 | BS増刊スピリッツCasual 2004年9月16日号                 | 短2-5 | -ガキの頃から- シリーズ                                                      |
| 24 | ピアノの森                         | 連載 | 講談社 | モーニング 2005年20号 - 2015年49号                     | ピ    | 第12回文化庁メディア芸術祭マンガ部門大賞受賞作。 ←『アッパーズ』より移籍。   |
| 25 | 13日には花を飾って                 | 短編 | 小学館 | ビッグコミックオリジナル 2019年7号                     | —     |                                                                              |
| 26 | レディ・ロウと7日の森              | 連載 | 講談社 | モーニング 2020年24号 -                                | レ    | 2020年40号より休載中                                                         |
| 27 | 闇の少年                           | 連載 | 小学館 | ビッグコミック 2021年23号 - 2022年16号                 | 闇    | 連載は「椋洸介」名義。                                                       |
| 28 | 13日には花を飾って                 | 連載 | 小学館 | ビッグコミックオリジナル増刊 2023年5月号 -             | —     | 読み切りの連載化。                                                           |
| 29 | もうひとつのピアノの森 整う音      | 連載 | 講談社 | モーニング 2025年4・5合併号 -                          | —     | 『ピアノの森』の新たな話。                                                   |

### 単行本
書誌情報の詳細などについてはリンク先の各記事を参照。
- 2015年12月現在。
- 書名が同じ物は【 】内の注記で区分をつけている。
- デフォルトでの表記は作品毎にまとめて初巻の発行順とし、短編集については最後にまとめた。他列でのソート後にデフォルトの順へと戻すには、最左列を利用する。
- 「略」欄は上記#漫画作品の収録欄で用いている略号を示す。

|  | オリジナル |  | 再出版 |  | 短編集 |

|    | 書名                              | 発行   | レーベル                       | 判   | 発行年                  | 巻 | 注記                                               | 略  |
| -- | --------------------------------- | ------ | ------------------------------ | ---- | ----------------------- | -- | -------------------------------------------------- | --- |
| 01 | はなったれBoogie【JSC版】         | 創美社 | ジャンプ スーパー コミックス   | 新書 | 1986年12月              | 1  | 初の単行本。                                       | は  |
| 02 | はなったれBoogie【JSA版】         | 創美社 | ジャンプ スーパー エース       | A5   | 1990年06月              | 1  | ワイド版での再出版。【JSC版】巻末の短編は未収録。  | は  |
| 03 | 出直しといで!【BC版】             | 小学館 | ビッグコミックス               | B6   | 1988年09月 - 1993年01月 | 6  |                                                    | 出  |
| 04 | 出直しといで!【ワイド版】         | 小学館 | ビッグコミックスワイド         | B6   | 1999年02月 - 1999年04月 | 3  | ワイド版での再出版。                               | 出  |
| 05 | 出直しといで!【UKC版】            | 講談社 | アッパーズKC                   | B6   | 2003年08月 - 2003年10月 | 3  | 再出版。                                           | 出  |
| 06 | 出直しといで!【文庫版】           | 講談社 | 講談社漫画文庫                 | 文庫 | 2007年06月 - 2007年07月 | 3  | 文庫判での再出版。                                 | 出  |
| 07 | ハッスル                          | 小学館 | ビッグコミックス               | B6   | 1996年08月 - 1998年01月 | 6  |                                                    | ハ  |
| 08 | 花田少年史【MrKC版】              | 講談社 | ミスターマガジンKC             | B6   | 1994年01月 - 1995年07月 | 4  |                                                    | 花  |
| 09 | 花田少年史【文庫版】              | 講談社 | 講談社漫画文庫                 | 文庫 | 1999年05月 - 1999年08月 | 4  | 文庫判での再出版。                                 | 花  |
| 10 | 花田少年史【UKC版】               | 講談社 | アッパーズKC                   | B6   | 2002年10月 - 2003年12月 | 5  | 4巻まではMrKC版の再出版。番外編の5巻はオリジナル。 | 花  |
| 11 | 花田少年史【MKC版】               | 講談社 | モーニングKC                   | B6   | 2006年04月              | 5  | 再出版。                                           | 花  |
| 12 | 魚人荘から愛をこめて              | 集英社 | ジャンプ・コミックスデラックス | B6   | 1998年11月              | 1  |                                                    | 魚  |
| 13 | ピアノの森【UKC版】               | 講談社 | アッパーズKC                   | B6   | 1999年08月 - 2002年11月 | 9  | レーベルの廃止後、モーニングKCより続刊。           | ピ  |
| 14 | ピアノの森【MKC版】               | 講談社 | モーニングKC                   | B6   | 2005年04月 - 2015年12月 | 26 | 9巻まではUKC版の再出版。10巻以降はオリジナル。     | ピ  |
| 15 | もうひとつのピアノの森 整う音     | 講談社 | モーニングKC                   | B6   | 2025年6月 -             | 1  |                                                    |     |
| 16 | 一色まこと短編集 どいつもこいつも | 創美社 | ジャンプ スーパー エース       | A5   | 1990年07月              | 1  | 初の短編集。                                       | 短1 |
| 17 | -ガキの頃から- 一色まこと短編集   | 講談社 | モーニングKC                   | B6   | 2010年03月              | 1  | 2冊目の短編集。                                    | 短2 |